# 326 (szám)
A 326 (római számmal: CCCXXVI) egy természetes szám, félprím, a 2 és a 163 szorzata.

## A szám a matematikában
A tízes számrendszerbeli 326-os a kettes számrendszerben 101000110, a nyolcas számrendszerben 506, a tizenhatos számrendszerben 146 alakban írható fel.
A 326 páros szám, összetett szám, azon belül félprím, kanonikus alakban a 21 · 1631 szorzattal, normálalakban a 3,26 · 102 szorzattal írható fel. Négy osztója van a természetes számok halmazán, ezek növekvő sorrendben: 1, 2, 163 és 326.
Érinthetetlen szám: nem áll elő pozitív egész számok valódiosztóösszeg-függvényeként.
A 326 négyzete 106 276, köbe 34 645 976, négyzetgyöke 18,05547, köbgyöke 6,88239, reciproka 0,0030675. A 326 egység sugarú kör kerülete 2048,31841 egység, területe 333 875,90085 területegység; a 326 egység sugarú gömb térfogata 145 124 724,9 térfogategység.